# ESquirrel
eSquirrel ist eine Learning Experience Platform (LXP), die Elemente aus den Bereichen Gamification, Blended Learning, Mobile Learning, sowie Spaced Repetitions (zeitversetzte Wiederholungen) miteinander verbindet. Das LXP kann mit vorgefertigten Inhalten zu deutsch- und koreanischsprachigen Verlagen oder mit selbst erstellen Inhalten verwendet werden. Das LXP ist ein Angebot der eSquirrel GmbH.

## Lehr- und Lernprinzip
eSquirrel beinhaltet Elemente zum Lehren und zum Lernen, die in einer Blended Learning-Umgebung abgebildet wird. Lernende bewegen sich in ihrem sozialen Kontext (Mitlernende) auf der Plattform, während Lehrende mit ihnen interagieren und z. B. ihre Lernfortschritte einsehen können. Die Lerneinheiten sind dabei gemäß Mobile Learning in kleine Lerneinheiten (Micro Learning) geteilt, sogenannte Quests.

### Lernprinzip (Lernen)
Lernende sammeln in einem eSquirrel-Kurs Nüsse, indem sie in Quests Aufgaben beantworten. Die Nüsse werden nach einem Gamification-Prinzip (je nach Wiederholungsgrad) in Punkte umgewandelt, wobei durch zeitversetztes Wiederholen (Wiederholungen in immer größer werdenden Abständen nach der Vergessenskurve nach Ebbinghaus) wertvollere Nüsse, sowie verschiedene Medaillen gesammelt werden können. Die Lernenden können im freien Übungsmodus lernen, Hausaufgaben bis zu einem Abgabetermin erledigen oder auch im Prüfungsmodus Lernkontrollen absolvieren.

### Lehrprinzip (Unterrichten)
Lehrende sehen Lernfortschritte und Learning Analytics ihrer Lernenden, können Hausaufgaben geben, Fragen von Lernenden beantworten sowie Tests und Arbeitsblätter erstellen und Urkunden/Zertifikate ausdrucken.

## Einsatzgebiet
Das LXP befindet sich in der Primarstufe, in beiden Sekundarstufen (z. B. für MINT-Fächer, Fremdsprachen, Deutsch inkl. DaF/DaZ) sowie im tertiären Bildungsbereich (z. B. Medizin, Ausbildung für Sicherheitskräfte), vorwiegend im deutschsprachigen Raum in Einsatz. Die vorgefertigten Kurse beinhalten Aufgaben zu Lehr- und Schulbüchern von Schulbuchverlagen wie Bildungsverlag Lemberger, Butzon & Bercker, Cornelsen, Klett, Helbling, Neckar Verlag, öbv, Olympe Verlag, Veritas, Visang, sowie Institutionen wie A1 Telekom Austria, Akademie für Sicherheit, Rotes Kreuz, Schülerkarriere, WKO.
Während der ersten Monate der Schulschließungen auf Grund der Covid-Pandemie wurde eSquirrel wie viele andere Lernplattformen kostenlos zur Verfügung gestellt.

## Auszeichnungen
- Comenius EduMedia Siegel 2021[4]
- Global EdTech Startup Award (DACH) 2021[5]

eSquirrel ist mehrfach mit dem Gütesiegel Lern-App des Bundesministeriums für Bildung, Wissenschaft und Forschung (Österreich) zertifiziert und hält derzeit (Stand: Februar 2024) die meisten solchen Zertifizierungen aller Anbieter im deutschsprachigen Raum.

## Publikationen (Auswahl)
- Steffen P. Walz, Sebastian Deterding (Hrsg.): The Gameful World. Approaches, Issues, Applications. MIT Press, Cambridge, Mass. 2014. ISBN 978-0-262-02800-4.
- Michael Maurer: Mobile Blended Learning with eSquirrel. In: 8th International Conference in Open & Distance Learning. Athen November 2015, doi:10.12681/icodl.62.